# SN 2008dp
SN 2008dp – supernowa odkryta 25 czerwca 2008 roku w galaktyce E320-G26. W momencie odkrycia miała maksymalną jasność 17,30m.